# Pseudoanguillospora gracilis
Pseudoanguillospora gracilis är en svampart som beskrevs av R.C. Sinclair & Morgan-Jones 1979. Pseudoanguillospora gracilis ingår i släktet Pseudoanguillospora, divisionen sporsäcksvampar och riket svampar.   Inga underarter finns listade i Catalogue of Life.